# Jason Matthews (scrittore)
James Matthews (Hartford, 17 settembre 1951 – Rancho Mirage, 18 aprile 2021) è stato uno scrittore statunitense.

## Biografia
Nato il 17 settembre 1951 a Hartford, lavorò per la CIA dal 1975 al 2007 ufficialmente come diplomatico, ma in realtà occupandosi di reclutare e gestire agenti stranieri.
Attinendo alla propria esperienza professionale esordì nella narrativa gialla nel 2013 con il thriller di spionaggio Nome in codice: Diva trasposto in pellicola cinematografica nel 2018 e primo di una trilogia composta da Il palazzo degli inganni del 2015 e l'inedito in Italia The Kremlin’s Candidate del 2018.
Morì il 18 aprile 2021 all'età di 69 anni a causa della degenerazione cortico-basale.

## Opere

### Romanzi

#### SerieDominika Egorova e Nate Nash
- Red Sparrow (2013)
  - Nome in codice: Diva, Novara, Bookme, 2014 traduzione di Luca Fusari ISBN 978-88-511-2189-1.
  - Red Sparrow, Milano, DeA Planeta Libri, 2018 traduzione di Luca Fusari ISBN 978-88-511-5649-7.
- Il palazzo degli inganni (Palace of Treason, 2015), Novara, Bookme, 2016 traduzione di Luca Fusari e Sara Prencipe ISBN 978-88-511-4000-7. - Nuova ed. Milano, DeA Planeta Libri, 2021 traduzione di Luca Fusari  e Sara Prencipe ISBN 978-88-511-9692-9.
- The Kremlin’s Candidate (2018)

## Adattamenti cinematografici
- Red Sparrow, regia di Francis Lawrence (2018)

## Premi e riconoscimenti

### Vincitore
Edgar Allan Poe Award per il miglior primo romanzo
- 2014 con Red Sparrow[7]